# 小行星2904
小行星2904（2904 Millman）是一颗围绕太阳公转的小行星。1981年12月20日，愛德華·鮑威爾在可可尼诺县发现了此天体。
該小行星以加拿大天文學家彼得·米爾蒙命名。
这颗小行星的绝对星等为11.8等。